# Golpe de Estado na Venezuela em 1945
O Golpe de Estado de 1945 na Venezuela, conhecido por seus partidários como a Revolução de Outubro, foi um golpe de Estado cívico-militar na Venezuela contra o governo do presidente Isaías Medina Angarita, realizado por uma coalizão das Forças Armadas e do partido político Acción Democrática (AD) em 18 de outubro, que teve como principais líderes Rómulo Betancourt e Marcos Pérez Jiménez e trouxe como consequência a chegada à presidência de Betancourt.

## Antecedentes
Desde 1936, após a morte de Juan Vicente Gómez, seu sucessor na presidência, o general Eleazar López Contreras, concedeu maiores liberdades políticas aos venezuelanos, restabelecendo a liberdade de imprensa e libertando uma grande quantidade de presos políticos. No entanto, negou-se a legalizar o comunismo, e expulsou do país 48 políticos que considerava um perigo à ordem estabelecida, incluindo Rómulo Betancourt. López Contreras também eliminou a reeleição presidencial imediata e reduziu o período de governo para cinco anos, aplicando a medida a si mesmo, pelo que em maio de 1941 entrega a presidência da Venezuela ao general Isaías Medina Angarita, que também havia sido eleito presidente de maneira indireta pelo Congresso venezuelano.

### Governo de Isaías Medina Angarita

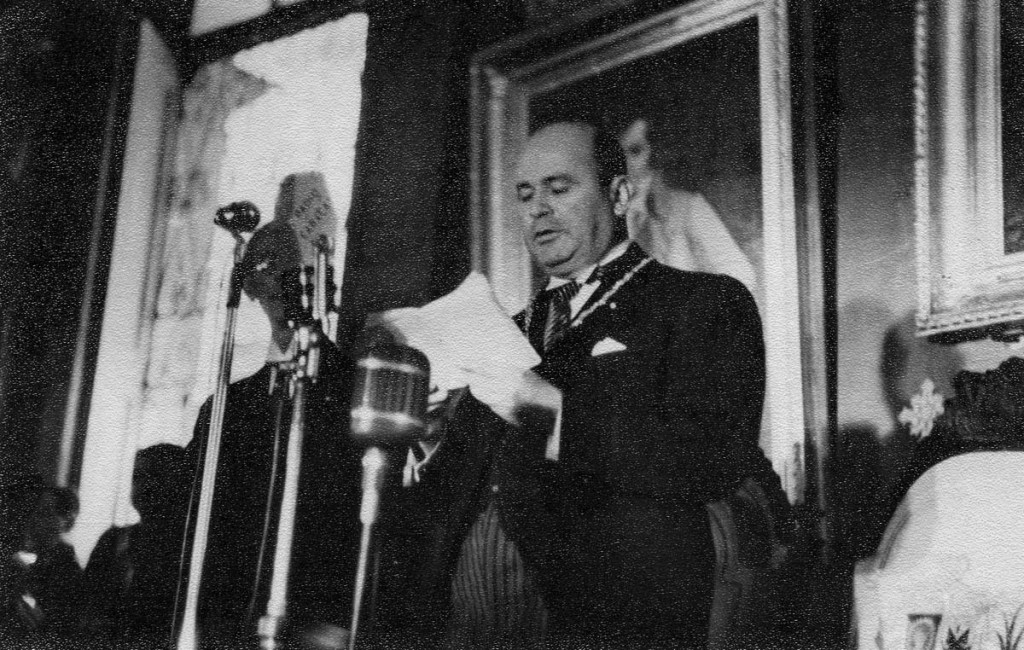
Isaías Medina Angarita no dia de sua posse como novo Presidente da Venezuela.

Medina Angarita continua as reformas democráticas, Rómulo Betancourt já estava de volta à Venezuela, e é permitido que ele funde a Acción Democrática; os comunistas têm que esperar um pouco mais, mas finalmente, no final de 1945, o Partido Comunista da Venezuela é legalizado; nesse período o governo já havia criado também seu próprio partido, o Partido Democrático Venezuelano; embora o Copei não tenha sido fundado até o início do Triênio Adeco, seus futuros membros já começavam a criar sua organização. A liberdade de expressão na Venezuela alcança então níveis similares aos de um país democrático atual, e os sindicatos também experimentam maiores liberdades. Embora López Contreras tivesse criticado em privado algumas medidas de seu sucessor, a iniciativa deste último de decretar feriado o Dia Internacional dos Trabalhadores em 1945 os distanciam definitivamente, já que considerava que esta era uma celebração "revolucionária". É então que o idoso general começa a sondar suas probabilidades perante o Congresso de ser reeleito presidente, manobra que não passa despercebida pelos adecos, e que galvaniza para a ação Rómulo Betancourt e seu grupo.
Embora os adecos reconhecessem os avanços que haviam sido feitos em matéria de liberdades civis, sua principal reivindicação era que se realizassem eleições presidenciais universais, secretas e diretas. Naquela época, somente os venezuelanos maiores de 21 anos que soubessem ler e escrever, cerca de 10% da população, podiam participar nas eleições de vereadores, os quais depois elegiam os deputados ao Congresso, que por sua vez designavam os senadores, e finalmente as duas Câmaras do Congresso elegiam o presidente da Venezuela. Betancourt reconhecia neste sistema um obstáculo insuperável para que a AD, um partido autodenominado popular, alcançasse o poder, e de maneira compreensível reclamava seu desmantelamento ao presidente Medina, entretanto, este se negou continuamente, argumentando em privado que, embora ele não fosse opositor à medida, o Exército não o desejava assim. No entanto, e apesar da negativa militar, não existe evidência que indique que Betancourt havia considerado o caminho do golpe de Estado para alcançar seus objetivos, até que foi contatado por um grupo de oficiais militares de média patente, liderados pelo tenente-coronel Marcos Pérez Jiménez.
Inspirado no sistema celular das lojas militares que havia estudado na Escola Militar de Chorrillos, em junho de 1945 Marcos Pérez Jiménez fundou a União Militar Patriótica (UMP), para planejar a deposição de Medina Angarita; formada inicialmente por treze oficiais, o número de conspiradores cresceu depois para aproximadamente 150 às vésperas do golpe. Suas razões para conspirar foram resumidas por ele mesmo no exílio, em 1983: os novos oficiais eram escassos e mal preparados, havia rumores de que o exército seria convertido em uma polícia nacional, os salários eram baixos, e os oficiais no comando não tinham preparação militar moderna. Em resumo, Pérez Jiménez se queixava que o exército não estava se modernizando e que estava ficando para trás em relação a outras nações sul-americanas. Rómulo Betancourt aceitaria de bom grado essas razões, mas depois que acabasse o Triênio Adeco renegaria delas, argumentando que os jovens oficiais somente tinham desejos de comando, e que ajudaram a derrubar Medina Angarita porque ressentiam os velhos altos oficiais, a quem consideravam incapazes e com ideias militares obsoletas. Vendo que Pérez Jiménez e Betancourt não compartilhavam a visão de sistema de governo para a Venezuela, fica claro que a necessidade da UMP de contatar os adecos surgiu do completo desconhecimento que a sociedade venezuelana tinha desses oficiais; no entanto, ao se associar com a AD, o golpe recebia a base popular que originalmente carecia.

### Candidatura de Diógenes Escalante

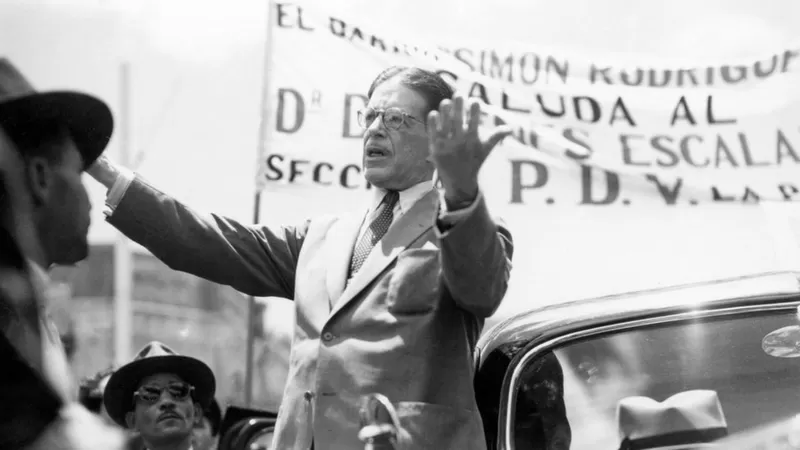
Campanha eleitoral de Diógenes Escalante em 1945.

Por sua vez, Isaías Medina Angarita tinha seus próprios planos de sucessão presidencial, depois de descartar Arturo Uslar Pietri como seu sucessor, por não ser de Táchira, escolheu Diógenes Escalante, que há vários anos desempenhava o cargo de embaixador em Washington D. C.. Ao saber disso, Rómulo Betancourt e Raúl Leoni viajaram aos Estados Unidos, onde se entrevistaram com Escalante, este último lhes assegurou que durante seu governo aprovaria as eleições presidenciais universais, diretas e secretas, que era exatamente o que os adecos estavam reivindicando.
Com esta promessa, Betancourt se comprometeu a apoiar o candidato do presidente Medina, sem suspeitar que, em agosto de 1945, Diógenes Escalante perderia a razão abruptamente ao regressar à Venezuela, vendo-se forçado a abandonar a política e a passar o resto de sua vida em um centro psiquiátrico. O presidente Medina propôs então seu Ministro da Agricultura e Criação, Ángel Biaggini, no lugar de Escalante; mas este não contou com o favor de Betancourt, e a via do golpe de Estado foi reativada.

### Dias anteriores

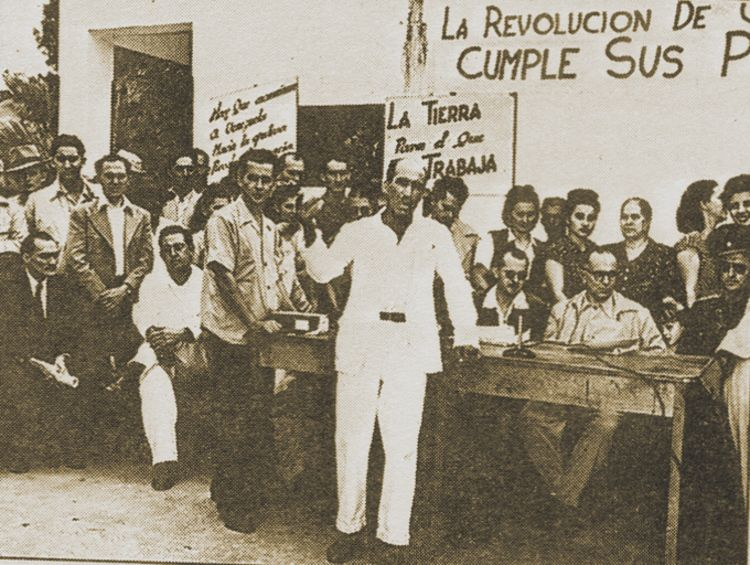

Uma semana antes do golpe, Acción Democrática divulga um comunicado ao resto das organizações partidárias questionando a decisão de participar nas eleições presidenciais. Em 17 de outubro convoca um comício no Nuevo Circo de Caracas, ao qual compareceram mais de 20 000 pessoas. Nele intervêm Rómulo Gallegos, Leonardo Ruiz Pineda e Rómulo Betancourt. Diante das manifestações, o governo de Isaías Medina Angarita decreta a suspensão de garantias constitucionais e detém Marcos Pérez Jiménez, Julio César Vargas e o tenente Horacio López Conde.

### Golpe de 18 de outubro

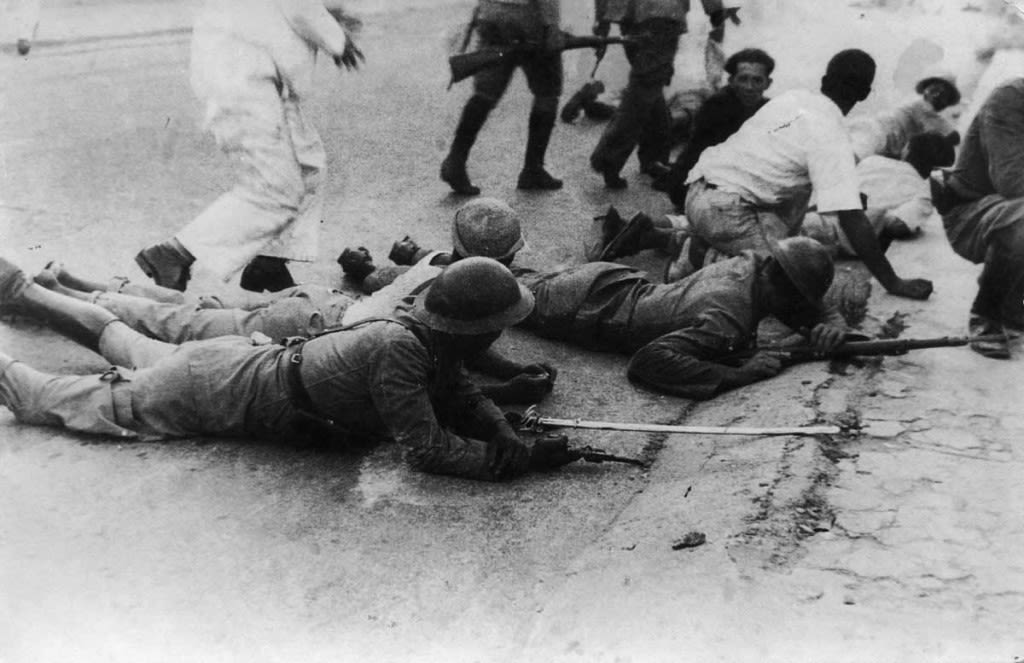
Confronto durante o Golpe.

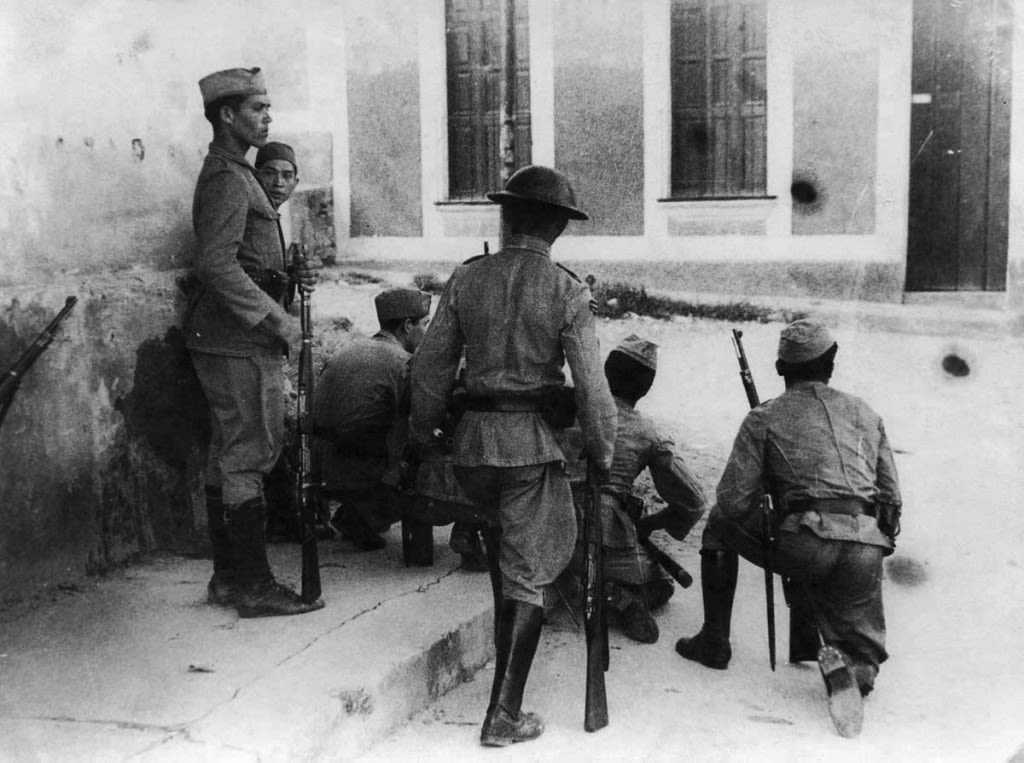

Em 18 de outubro de 1945, os oficiais golpistas iniciaram suas ações rebeldes prematuramente ao saberem que Marcos Pérez Jiménez havia sido preso. Estoura a revolta na Escola Militar em Caracas. À tarde, havia se estendido aos quartéis de San Carlos, La Planta e Miraflores, em Caracas e à guarnição de Maracay. O presidente foi aconselhado por um dos veteranos generais gomecistas, apelidados de "chopo'e piedra" (militares de patente sem formação militar formal) pelos oficiais jovens, a atacar a Escola Militar, um dos focos da revolta e controlado pelo major Carlos Delgado Chalbaud, mas o mandatário se negou: "Eu não assassino cadetes!".
O presidente Isaías Medina Angarita contava com unidades militares fiéis em Caracas, incluindo a Polícia, mas preferiu se render para evitar um derramamento de sangue, no entanto o golpe tirou a vida de cerca de 65 pessoas. O apoio da aviação com o sobrevoo de aeronaves em Caracas e o apoio nas ruas de milicianos adecos que se juntaram aos insurgentes foram cruciais na consolidação do golpe.

## Consequências

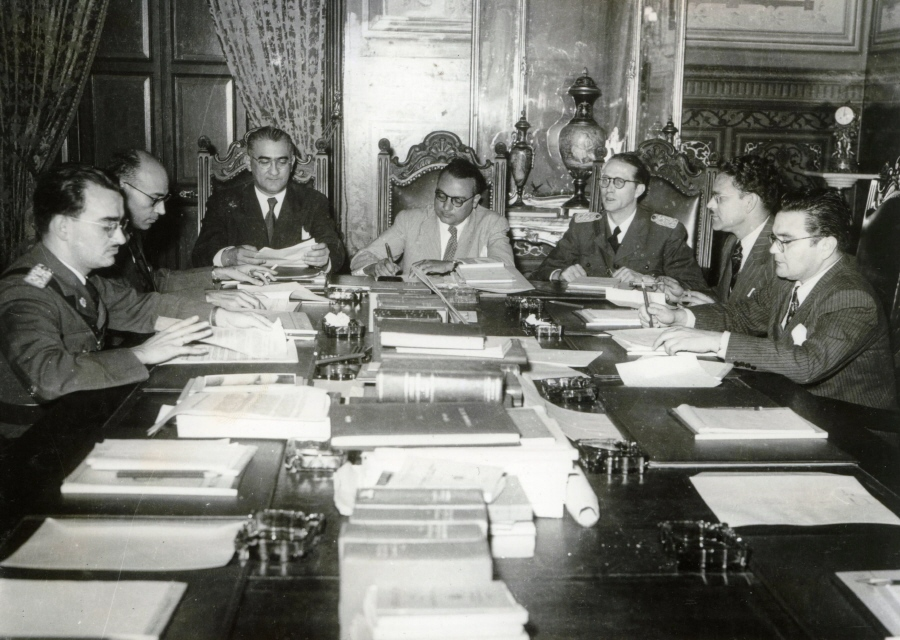
Junta Revolucionária de Governo no Palácio de Miraflores (da esq. para dir.): capitão Mario Ricardo Vargas, Raúl Leoni, Valmore Rodríguez, Rómulo Betancourt, Carlos Delgado Chalbaud, Edmundo Fernández Marquis e Gonzalo Barrios.

O golpe surpreende desprevenida a opinião pública, incluindo os militantes da Acción Democrática, que não foram informados. No início, chegou-se a acreditar que o líder golpista era o general Eleazar López Contreras, ao desconhecer que este havia sido preso pelos revoltosos. Depois soube-se que os militares rebeldes contavam com um componente civil muito reduzido, cuja contribuição nas manobras do golpe havia sido mínima, mas que no novo governo exerceria um papel protagonista.
A loja militar e o partido Acción Democrática constituíram uma Junta Revolucionária de Governo em 19 de outubro, presidida por Rómulo Betancourt e integrada por sete membros: Raúl Leoni, Luis Beltrán Prieto Figueroa e Gonzalo Barrios pela AD, o major Carlos Delgado Chalbaud e o capitão Mario Vargas por parte das Forças Armadas, e o médico Edmundo Fernández, que serviu de ligação entre ambos os grupos.
A União Popular Venezuelana, a União Nacional Estudantil e o Partido Comunista da Venezuela apoiaram a nova junta de governo. Entre 19 e 21 de outubro de 1945 não circulou a imprensa. O governo dos Estados Unidos reconheceu em 30 de outubro o governo da Junta Revolucionária de Governo como legítimo. Três anos depois, as diferenças entre Acción Democrática e os militares se tornariam evidentes e se manifestariam no golpe de Estado de 1948. Entre outros motivos, devido aos vícios da junta de governo que muitas vezes eram piores que o medinismo.